# Archanioł Haniel

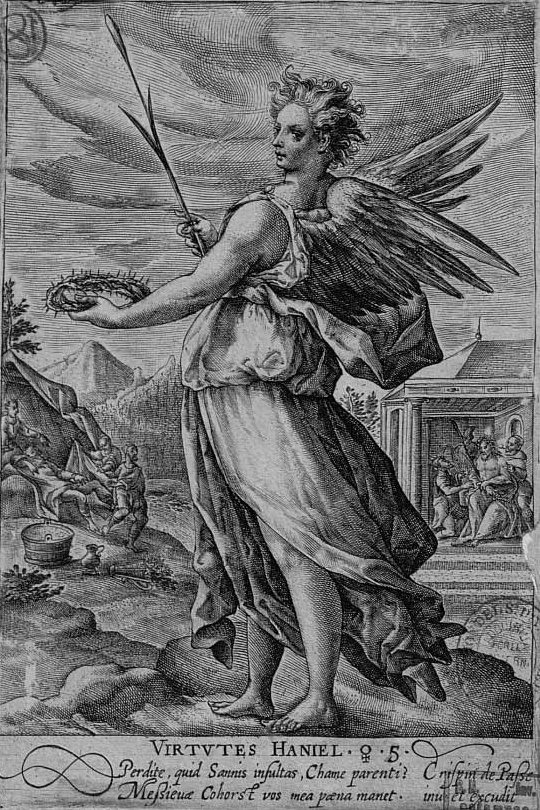
Archanioł Haniel

Archanioł Haniel (też: Aniel, Hanael lub Anael, inne wersje imienia to: Haneal, Hamael, z hebr. הניאל lub חַנִּיאֵל) - w tradycji judaistycznej jeden z najwyższych rangą aniołów. Jest aniołem miłości, piękna, chwały, łaski, cudów i kreatywności. Jego imię oznacza „Radość Pana”, „Chwała Pana” lub „Łaska Pana”. Książę chóru Księstw, Cnót (Taraszim) i chóru Niewinnych.